# Pterorhinus poecilorhynchus
Pterorhinus poecilorhynchus là một loài chim trong họ Leiothrichidae.
Loài chim này được tìm thấy ở Đài Loan. Loài này trước đây bao gồm các trò cười trâu bò của Trung Quốc đại lục như là một phân loài. So với tiếng cười rỉ sét, tiếng cười của con trâu có phần dưới màu xám nhạt hơn, đôi cánh dại tương phản hơn, đầu trắng rộng hơn ở đuôi và lores đen khác biệt.
Loài này trước đây được đặt trong chi Garrulax nhưng sau khi công bố một nghiên cứu phát sinh phân tử toàn diện vào năm 2018, nó đã được chuyển đến chi tái lập Pterorhinus.